# Pseudotrimezia elegans
Pseudotrimezia elegans är en irisväxtart som beskrevs av Pierfelice Ravenna. Pseudotrimezia elegans ingår i släktet Pseudotrimezia och familjen irisväxter. Inga underarter finns listade i Catalogue of Life.